# آقای شگفت‌انگیز و رفقا
آقای شگفت‌انگیز و رفقا (به انگلیسی: Mr. Incredible and Pals) که به عنوان ماجراهای آقای شگفت‌انگیز (به انگلیسی: The Adventures of Mr. incredible) هم شناخته می‌شود، یک انیمیشن کوتاه برپایه انیمیشن شگفت انگیزان است که در سال ۲۰۰۵ یه عنوان یک بخش ویژه، در نسخه بلوری انیمیشن، گنجانده شد. مدت زمان این انیمیشن ۴ دقیقه است و دربارهٔ نبرد آقای شگفت‌انگیز، فروزون و خرگوشی به نام آقای اسکیپردو با یک خبیث جدیدی به نام لیدی لایت‌باگ می‌پردازد. این انیمیشن به دلیل گرافیک و داشتن سبک محدود در متحرک سازی، ادای احترامی به انیمیشن‌های دهه ۶۰ میلادی می‌کند. همچنین از دهان واقعی بازیگران برای شخصیت‌ها در صحنه های گفتگو استفاده شد. در واقع این انیمیشن کوتاه یادآور آثار ساده و کلیشه‌ای در انیمیشن‌های کلاسیک به حساب می‌آید.